# Biovías
Biovías fue un plan y sistema integrado de transporte urbano para el área metropolitana del Gran Concepción, Chile, que comenzó a funcionar el 24 de noviembre de 2005.

## Historia

### Antecedentes
La Sectra preparó entre 1999 a 2002 el Plan Maestro de Transporte Urbano del Gran Concepción que comprende un conjunto de proyectos de mejoramiento de la infraestructura vial y del sistema de transporte público. 
Dicho Plan fue elaborado en conjunto por la Sectra, los Ministerios de Planificación y Cooperación; Obras Públicas; Transportes y Telecomunicaciones, y Vivienda y Urbanismo, a través de sus respectivas Secretarías Regionales Ministeriales; por el Servicio de Vivienda y Urbanismo Región del Biobío, por las Municipalidades de Tomé, Penco, Talcahuano, Concepción, Chiguayante, Hualqui, San Pedro de la Paz, Coronel y Lota, contando además con de representantes de colegios profesionales, universidades y sector privado. 
La primera operación comenzó en 2003, iniciándose una nueva licitación de los recorridos de micro con condiciones operacionales que abarcaban desde horarios preestablecidos hasta buses de tecnología no contaminante EURO-3. Además se uniforma el aspecto de las máquinas, eligiendo mediante consulta pública los colores de los buses licitados. Se congela el parque de buses, y no se exige a nadie a los choferes del Transporte Licitado. El proceso es implementado por la Secretaría Regional Ministerial de Transportes y Telecomunicaciones.
A partir del Plan Maestro se definió una primera etapa denominada Sistema Integrado de Transporte Urbano del Gran Concepción, Biovías. Biovías representa la intervención en el ámbito del transporte público más grande que se haya realizado en la Región del Bíobío y la mayor inversión pública de la capital regional.
En el 5 de enero de 2004, el presidente Ricardo Lagos, presenta este Plan en el Centro SurActivo, y le encomienda la misión de licitar las obras de los proyectos a Empresa de los Ferrocarriles del Estado a través de su filial Ferrocarriles Suburbanos de Concepción S.A..

### La ejecución
Poco después, en 2004 comenzaron los trabajos viales en los principales ejes del Gran Concepción. En 2005 se inició los proyectos ferroviarios que significaron la reconstrucción, rehabilitación y mejoramiento de las vías férreas con las cuales se disponía, que se habían rehabilitado en 1996, en el caso del sector General Cruz - Talcahuano y el Puente Ferroviario Biobío-en-Concepción, y de mucho antes en sectores, como el de Estación Central de Concepción - Lomas Coloradas.
Entre el año 2005-2006 se construye el edificio de Control y Gestión Proyecto de Transporte Biovías, el cual cumple funciones de control logístico del sistema de transporte de Biovías.

## Características
Biovías involucra a todas las comunas del Gran Concepción, es decir, Concepción, Talcahuano, Penco, Tomé, Chiguayante, Hualpén, Hualqui, San Pedro De La Paz, Coronel y Lota.
Los objetivos principales del plan son:
- Operar corredores ferroviarios renovados a través de trenes de cercanía en un servicio llamado Biotrén, con una nueva infraestructura de estaciones, y una renovación de las vías, electrificación, señalización, comunicación y seguridad.
- Generar una nueva licitación de recorridos del transporte público.
- Disponer de vías exclusivas para el transporte público:[6]
  - Eje Troncal Avenida Paicaví, Concepción
  - Par Vial Arturo Prat/Padre Alberto Hurtado, Concepción
  - Eje Troncal Avenida Pedro Aguirre Cerda, San Pedro de la Paz
  - Eje Troncal Avenida Manuel Rodríguez, Chiguayante
- Disponer de vías segregadas para el transporte público.
- Extender por toda la ciudad una red de ciclovías:[7]
  - Ciclovía Lorenzo Arenas, Concepción
  - Ciclovía Hualpén, Hualpén
  - Ciclovía Interlagunas, San Pedro De La Paz
  - Ciclovía del Estudiante, Concepción
  - Ciclovía Arturo Prat, Concepción
  - Ciclovía Padre Alberto Hurtado, Concepción
  - Ciclovía Av. Manuel Rodríguez, Chiguayante
  - Ciclovía Av. Pedro Aguirre Cerda, San Pedro de la Paz
  - Ciclovía Av. Manuel Montt, Coronel
- La integración física y operacional del transporte público y Biotrén a través de las Estaciones Intermodales (EIM) y los Biobuses:
  - EIM Concepción, Concepción
  - EIM el Arenal, Talcahuano
  - EIM Chiguayante, Chiguayante
  - Contar con un sistema integrado de gestión y control de tráfico vial (SCAT) y ferroviario (creación de Control de Tráfico Centralizado Concepción, CTC Concepción).

### Componentes de Biovías
- Biotrén
- Biobús
- Buses licitados del Gran Concepción
- Tarjeta Biovías

## Planes posteriores

### Plan "Más Movilidad"
El 5 de mayo de 2023, el ministro de Transportes y Telecomunicaciones Juan Carlos Muñoz, junto al Gobernador Regional del Biobío Rodrigo Díaz, y la Delegada Presidencial Regional del Biobío Daniela Dresner presentaron el plan "Más Movilidad" que pretende apalancar recursos para inversión en vialidad y transporte público en el Gran Concepción para los próximos 5 años, inspirándose en el formato implementado en Biovías.
Este plan se da al mismo tiempo que la implementación del Perímetro de Exclusión del Gran Concepción, que comenzará el 1 de enero de 2024 y que implicará el fin a la licitación de la locomoción colectiva del año 2002, así como también la implementación de los primeros dos recorridos de Red Concepción de Movilidad, que en mayo de 2023 comenzó su proceso de licitación, y se prevé su puesta en marcha durante 2024.

## Literatura complementaria
- Biovías (2006). Biovías Sistema integrado de transportes del Gran Concepción (primera edición). Ocho Libros Editores Ltda.